# ビュードリーのボールドウィン伯爵
ビュードリーのボールドウィン伯爵（英: Earl Baldwin of Bewdley）は、連合王国貴族の伯爵位。首相を務めたスタンリー・ボールドウィンが首相退任後の1937年に叙されたのに始まる。

## 歴史
20世紀前期に保守党政権の首相を三度にわたり務めたスタンリー・ボールドウィンは、首相を退任した後の1937年6月8日に連合王国貴族爵位ビュードリーのボールドウィン伯爵(Earl Baldwin of Bewdley)とシュロップシャー州におけるコーヴェデールの初代コーヴェデール子爵(Viscount Corvedale, of Corvedale in the County of Shropshire)に叙せられた
その長男の2代伯オリヴァー・ボールドウィン(1899-1958)は、襲爵前に労働党の庶民院議員となり、1948年に襲爵した後の1949年から1950年にかけてリーワード諸島総督(Governor of the Leeward Islands)を務めた。
2代伯には子供がなかったため、死後、弟のアーサー・ボールドウィン(1904–1976)が3代伯位を継承した。彼はグレート・ウェスタン・レールウェイの社長(Director)、ついで1938年から1974年までエクイタブル生命保険会社の社長を務めた。
3代伯の死後、その息子のエドワード・ボールドウィン(1938–2021)が4代伯を継承した。彼は1999年に貴族院の世襲貴族の議席が92議席に限定されたのちも世襲貴族枠の貴族院議員に選び残された。
初代伯はウスターシャー・アストリーのアストリー・ホールを1902年に購入し、1947年に死去するまで邸宅としたが、初代伯の死後は売却されて学校となった。現在の邸宅はオックスフォードシャー・ウルバーコートのマナー・ファーム・ハウス(Manor Farm House)である。

伯爵家の紋章に刻まれるモットーは『神の助けにより城壁を越えん(Per Deum Meum Transilio Murum)』。

## 現当主の保有爵位
現当主ベネディクト・ボールドウィンは以下の爵位を保有している。
- ビュードリー（英語版）の第5代ボールドウィン伯爵 (4th Earl Baldwin of Bewdley)
(1937年6月8日の勅許状による連合王国貴族爵位)
- シュロップシャー州におけるコーヴェデール（英語版）の第5代コーヴェデール子爵 (4th Viscount Corvedale, of Corvedale in the County of Shropshire)
(1937年6月8日の勅許状による連合王国貴族爵位)

## ビュードリーのボールドウィン伯爵 (1937年)
- 初代ボールドウィン伯スタンリー・ボールドウィン (Stanley Baldwin, 1867–1947)
- 2代ボールドウィン伯オリヴァー・リズデール・ボールドウィン（英語版） Oliver Ridsdale Baldwin, 1899–1958) - 先代の長男
- 3代ボールドウィン伯アーサー・ウィンダム・ボールドウィン（英語版） (Arthur Windham Baldwin, 1904–1976) - 先代の弟
- 4代ボールドウィン伯エドワード・アルフレッド・アレグザンダー・ボールドウィン（英語版） (Edward Alfred Alexander Baldwin, 1938-2021) - 先代の息子
- 5代ボールドウィン伯ベネディクト・アレグザンダー・スタンリー・ボールドウィン(Benedict Alexander Stanley Baldwin, 1973-) - 先代の息子
  - 推定相続人は、現当主の弟ジェームズ・コンラッド・ボールドウィン(James Conrad Baldwin, 1976-)